# PMR 446

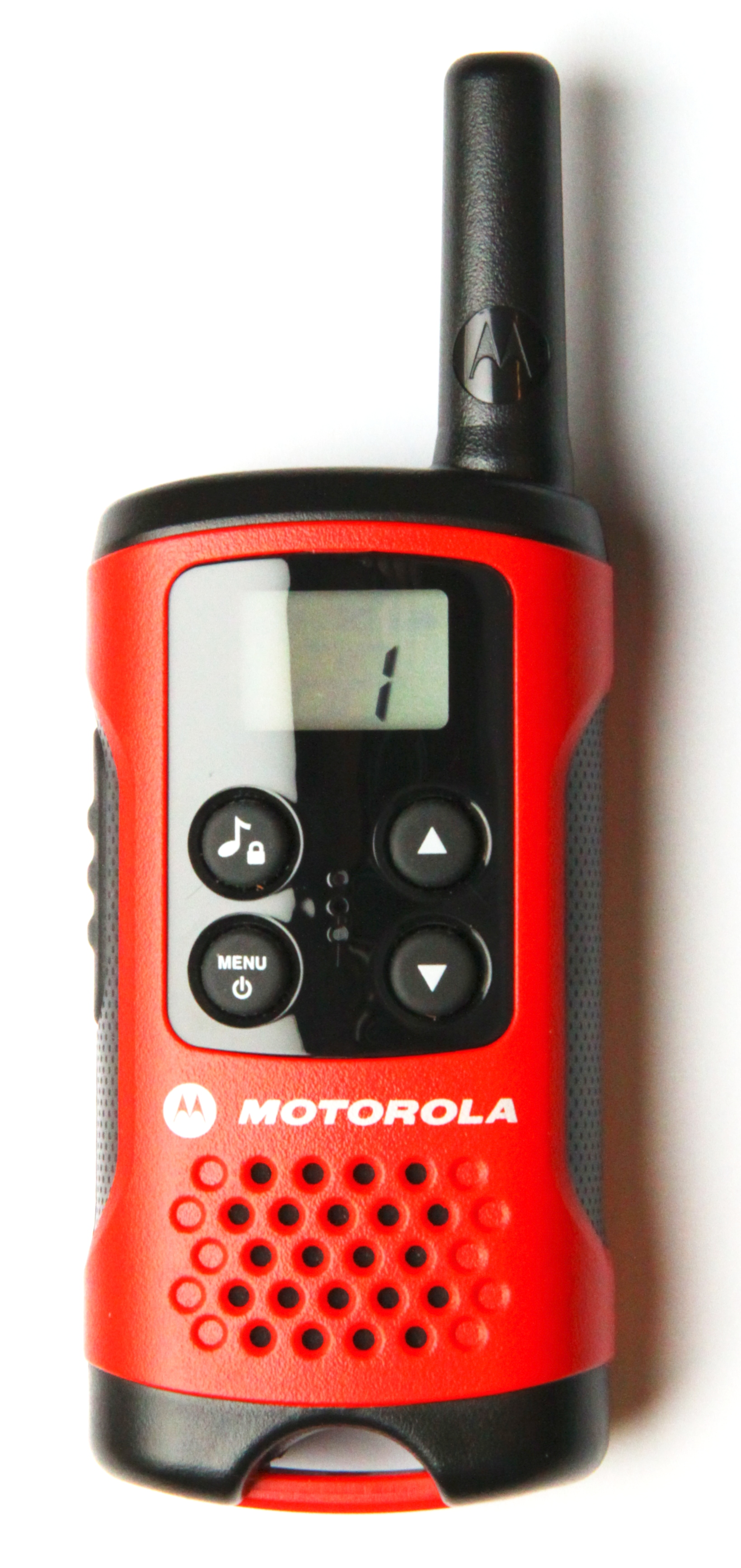
Motorola TLKR T40 PMR446, naladěná kanál 1

PMR 446 (Personal Mobile Radio, 446 MHz), zkráceně PMR je souhrnný název pro občanské radiostanice (stanice; lidově vysílačky) pracující v pásmu 446 MHz, které bylo v ČR uvolněno k provozu v roce 2001. Podmínky pro jejich používání jsou upraveny všeobecným oprávněním č. VO-R/3/6.2016-9 k využívání rádiových kmitočtů a k provozování zařízení PMR 446, které vstoupilo v platnost 1. 1. 2018, vydané ČTÚ dne 14. 6. 2016. Pro vysílání s analogovou i digitální modulací (označovaná též jako dPMR) je určeno pásmo 446,0–446,2 MHz.
Stanice PMR umožňují za dobrých podmínek spojení (přímá rádiová viditelnost, tj. "z kopce na kopec") na vzdálenost i 300 km (větší vzdálenosti u nás brání zejména nedostatek vhodných kopců). Při dobrých podmínkách lze s legálními neupravenými radiostanicemi PMR dosáhnout vzdálenosti až stovek kilometrů Praktický dosah je však výrazně nižší, vlnová délka je u PMR přibližně 68 cm a šíření signálu je tudíž značně ovlivněno terénními či umělými překážkami. V hustě obydlených oblastech a v budovách je typický dosah 20–1 000 m, na horách za dobrých podmínek 5–10 km. Většinou platí pravidlo: "Kam dohlédnu, tam se dovolám". Pro provoz stanic PMR je povoleno 16 kanálů (dříve pouze 8).
Stanice PMR lze používat v celé Evropské unii, nikoliv však v USA.

## Dostupnost
Parametry stanice PMR v ČR stanovuje zmíněné všeobecné oprávnění ČTÚ. Výrobce (resp. prodejce) je povinen k radiostanici přiložit tzv. prohlášení o shodě, kterým osvědčuje, že daná radiostanice je shodná s typem, jehož parametry byly změřeny, a splňuje stanovené požadavky. Takovou radiostanici pak lze prodávat a provozovat v ČR a většině zemí sdružených v organizaci CEPT bez dalších formalit, tj. není třeba ji evidovat nebo skládat zkoušky.

## Technické parametry
Pro vysílání s analogovou (frekvenční) modulací je určeno 16 kanálů s rozestupem 12,5 kHz, střed 1. kanálu je 446,00625 MHz. Pro vysílání s digitální modulací je stanoven rozestup buď 6,25 kHz, střed 1. kanálu je 446,003125 MHz, nebo 12,5 kHz a střed 1. kanálu 446,00625 MHz (platí od 1. 1. 2018).
Vyzářený výkon stanic PMR nesmí být vyšší než 500 mW EIRP a anténa musí být integrální, tj. pevně spojená se stanicí, bez možnosti odpojení uživatelem. Stanice mohou být vybaveny funkcí CTCSS, která umožňuje odlišit až 38 stanic na tomtéž kanálu, modely vyšší třídy pak i funkcí DCS. V jednom okamžiku však může na tomtéž kanálu vysílat vždy pouze jediná stanice, přičemž její vysílání přijímají jen stanice se stejně nastaveným kódem CTCSS. Při slabém signálu tato funkce nemusí být spolehlivá a může docházet ke (nevědomému) vzájemnému rušení.
Digitální dPMR446 (Digital personal mobile radio) používají 16 kanálů s datovým tokem 3,6 kbit/s a čtyřstavovou FSK modulací. Kanály mají v tomto případě rozestup 6,25 kHz.
| Kanál | Frekvence (MHz) | Frekvence (MHz) |
| Kanál | PMR             | dPMR            |
| ----- | --------------- | --------------- |
| 1     | 446,006250      | 446,103125      |
| 2     | 446,018750      | 446,109375      |
| 3     | 446,031250      | 446,115625      |
| 4     | 446,043750      | 446,121875      |
| 5     | 446,056250      | 446,128125      |
| 6     | 446,068750      | 446,134375      |
| 7     | 446,081250      | 446,140625      |
| 8     | 446,093750      | 446,146875      |
| 9     | 446,106250      | 446,153125      |
| 10    | 446,118750      | 446,159375      |
| 11    | 446,131250      | 446,165625      |
| 12    | 446,143750      | 446,171875      |
| 13    | 446,156250      | 446,178125      |
| 14    | 446,168750      | 446,184375      |
| 15    | 446,181250      | 446,190625      |
| 16    | 446,193750      | 446,196875      |

## Nouzová komunikace
Vyskytují se různé neoficiální/neověřené informace o nouzových kanálech, např.
kanálu 1
nebo 7.
V některých oblastech/organizacích takové nouzové kanály opravdu specifikované jsou, např. v italských horách kanál/subkanál(CTCSS) 8/16.